# Centro storico di Lecce
Il centro storico di Lecce è la parte della città racchiusa dalle porte medievali e dalle vie di circonvallazione a ovest.
Si estende per circa 4 km, il che lo rende il più grande centro storico della Puglia, davanti a quelli di Barletta, Brindisi e Taranto.
L'entrata nella zona storica è ancora garantita da 3 delle 4 porte che in precedenza circondavano la città e sono Porta Napoli, Porta Rudiae e Porta San Biagio. Porta Martino venne distrutta nell'Ottocento. 
La porta più antica è invece Porta Napoli, costruita nel 1500 per volere di Carlo V . 
La piazza più importante è sicuramente piazza Roma, in cui insiste l'Anfiteatro romano di Leccee una serie di palazzi storici. 
Il Duomo di Lecce si trova nell'omonima piazza. 
Arricchiscono poi il centro storico il Teatro Paisello e il palazzo dei Celestini. 
La sede comunale è posta all'interno di Palazzo Carafa. 
Il Castello di Lecce è posto nella parte nord del centro storico

## Galleria d'immagini

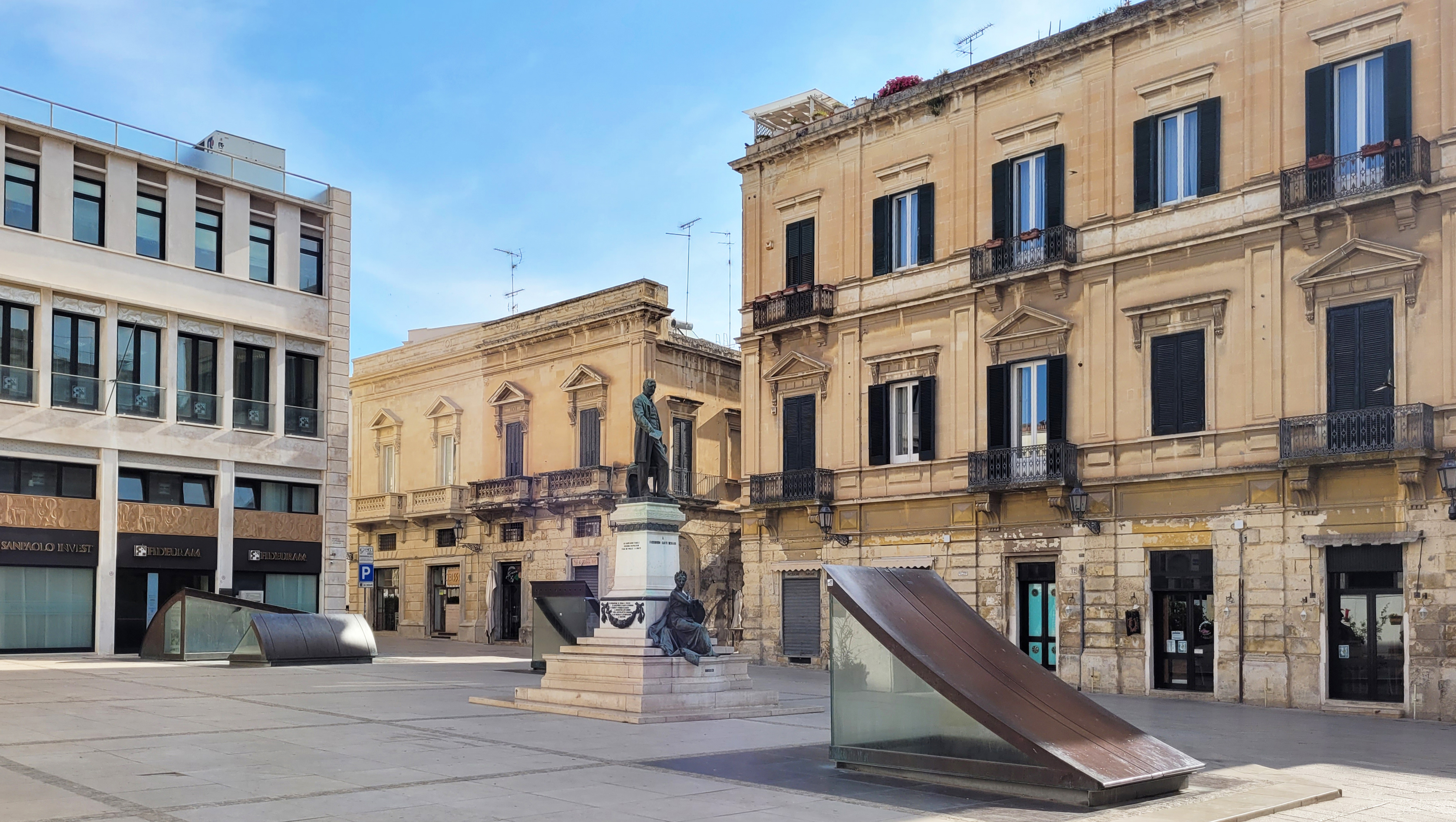
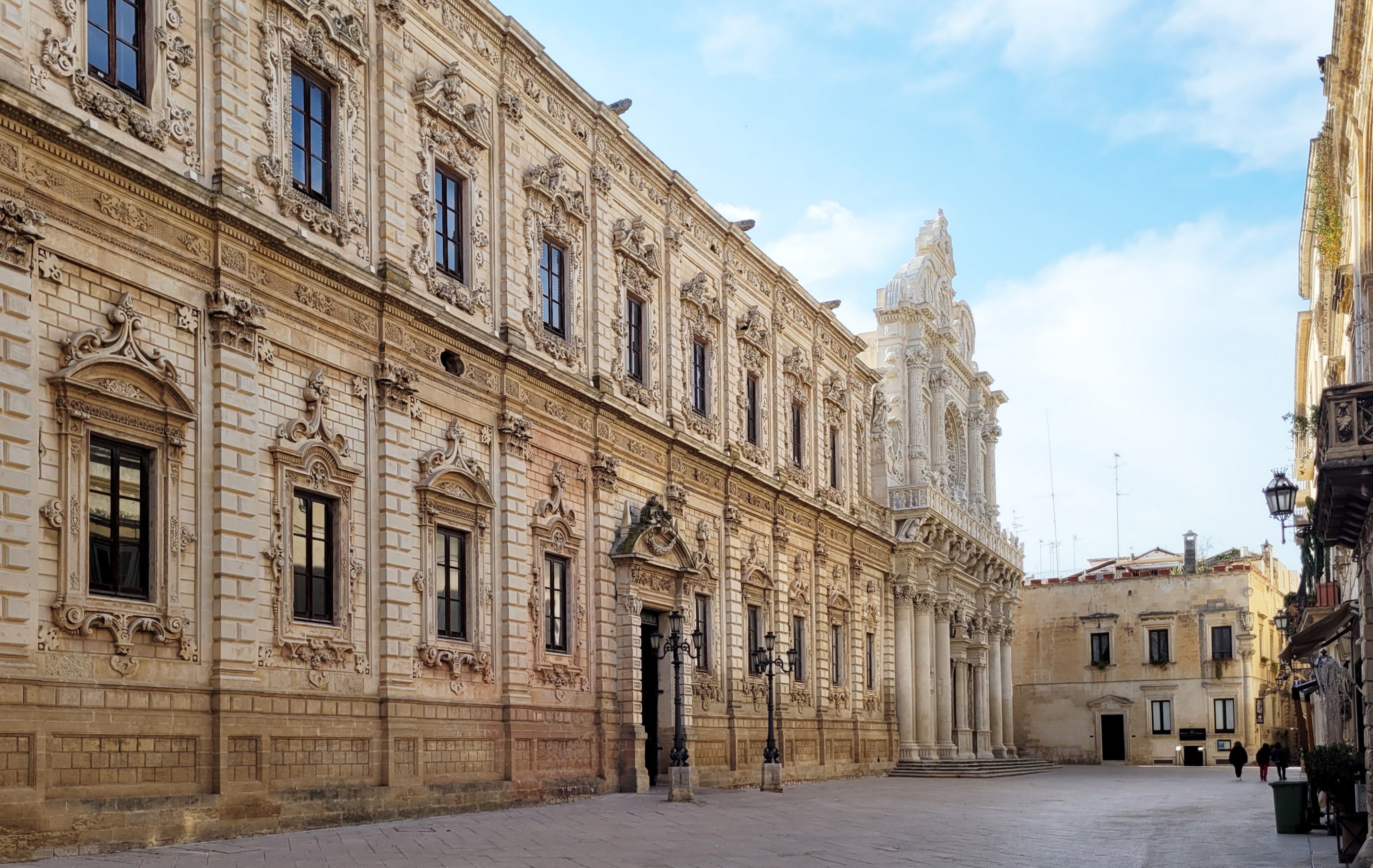